# ウルグアイ国立美術館
ウルグアイの国立美術館（Museo Nacional de Artes Visuales）はウルグアイの首都、モンテビデオにある美術館である。ウルグアイ最大数の絵画と彫刻を収蔵する施設で、ウルグアイの芸術家の作品だけでなく、国外の優れた美術品も所蔵している。モンテビデオ市のロド公園(Parque Rodó)にある。

## 歴史
1911年12月10日に、美術館設立を定めた法律が制定され、美術館がソリス劇場(Teatro Solís、1856年に設立)の場内の一部に設立され、1年後にロド公園内に19世紀末に建築された現在の建物に移された。建物は何度か改装され、そのため1952年から1962年の間は閉館された。1970年代にも近代化改修が行われた。
ウルグアイの芸術家の作品を中心に6500点あまりの作品が収蔵され、パブロ・ピカソ、パウル・クレー、フランシスコ・デ・ゴヤ、エドゥアルド・ロサレス、パブロ・セラーノといったスペインや国外の芸術家の作品も収蔵されている。
常設展示のほかに国内外の芸術家の展示会も開催されている。

## コレクション

### 収蔵されているウルグアイの芸術家の作品

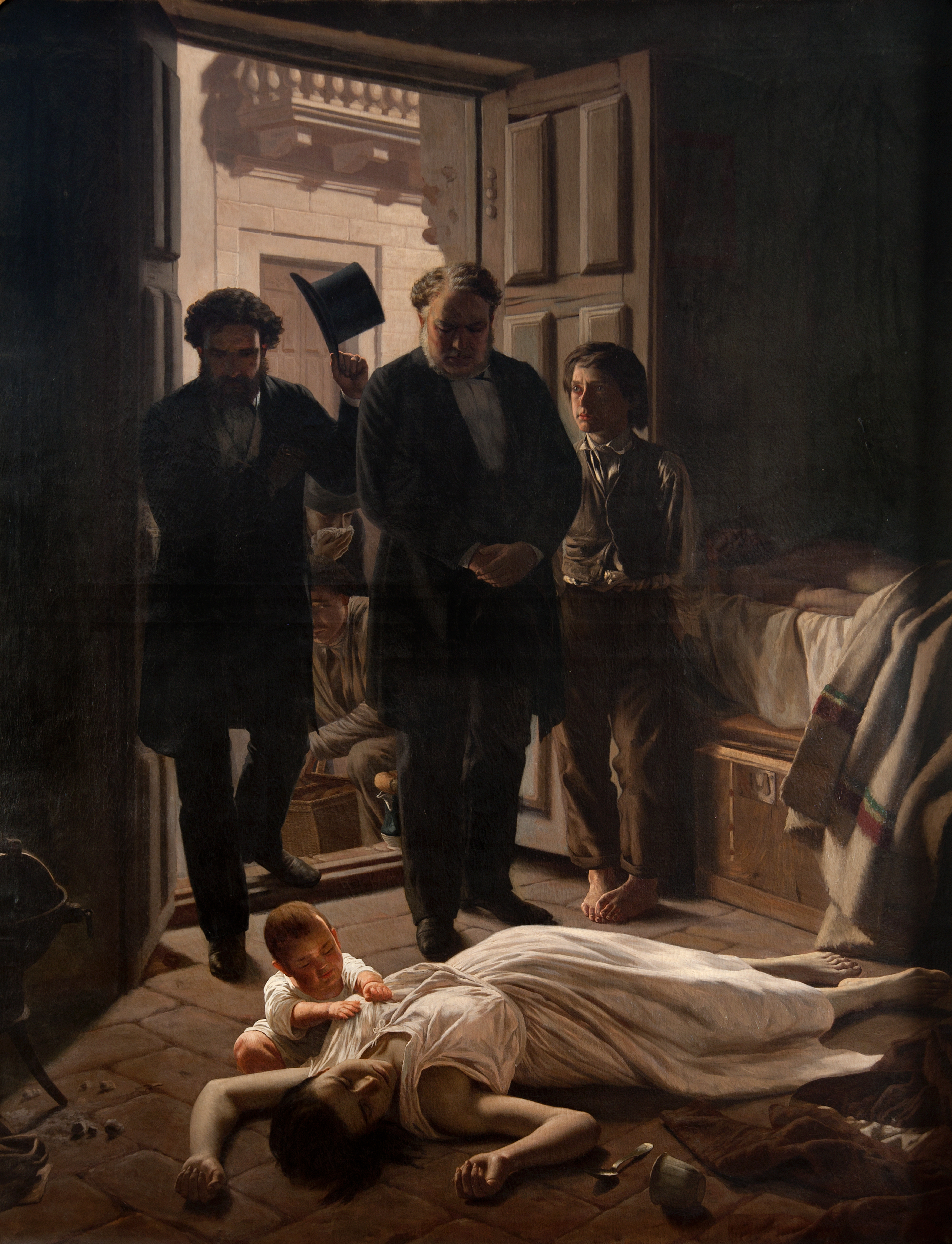
「ブエノスアイレスでの黄熱病のエピソード」(1871) フアン・マヌエル・ブラネス
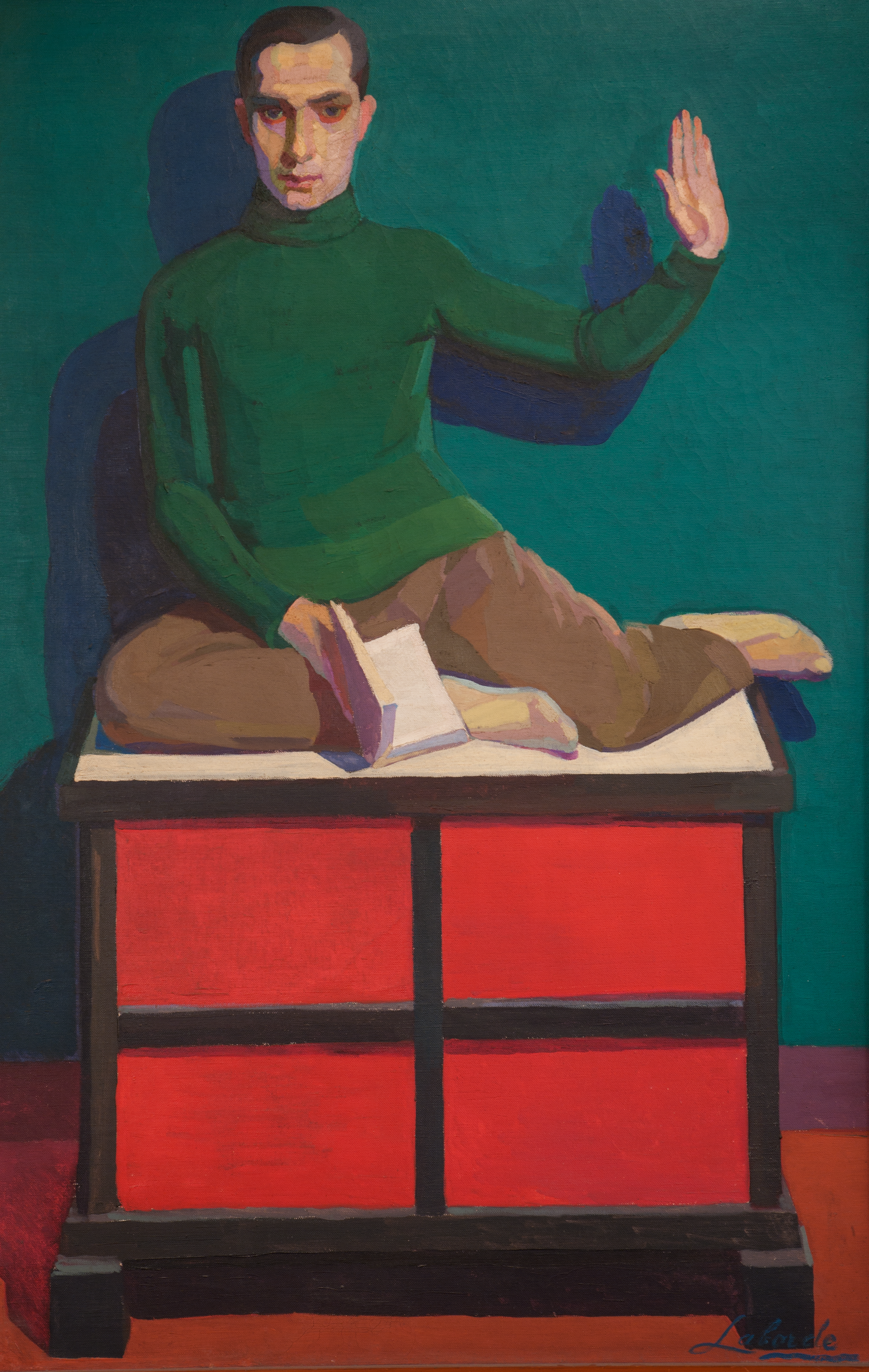
ポンボ(Luis E. Pombo)の肖像画(c.1928) ギジェルモ・ラボルデ
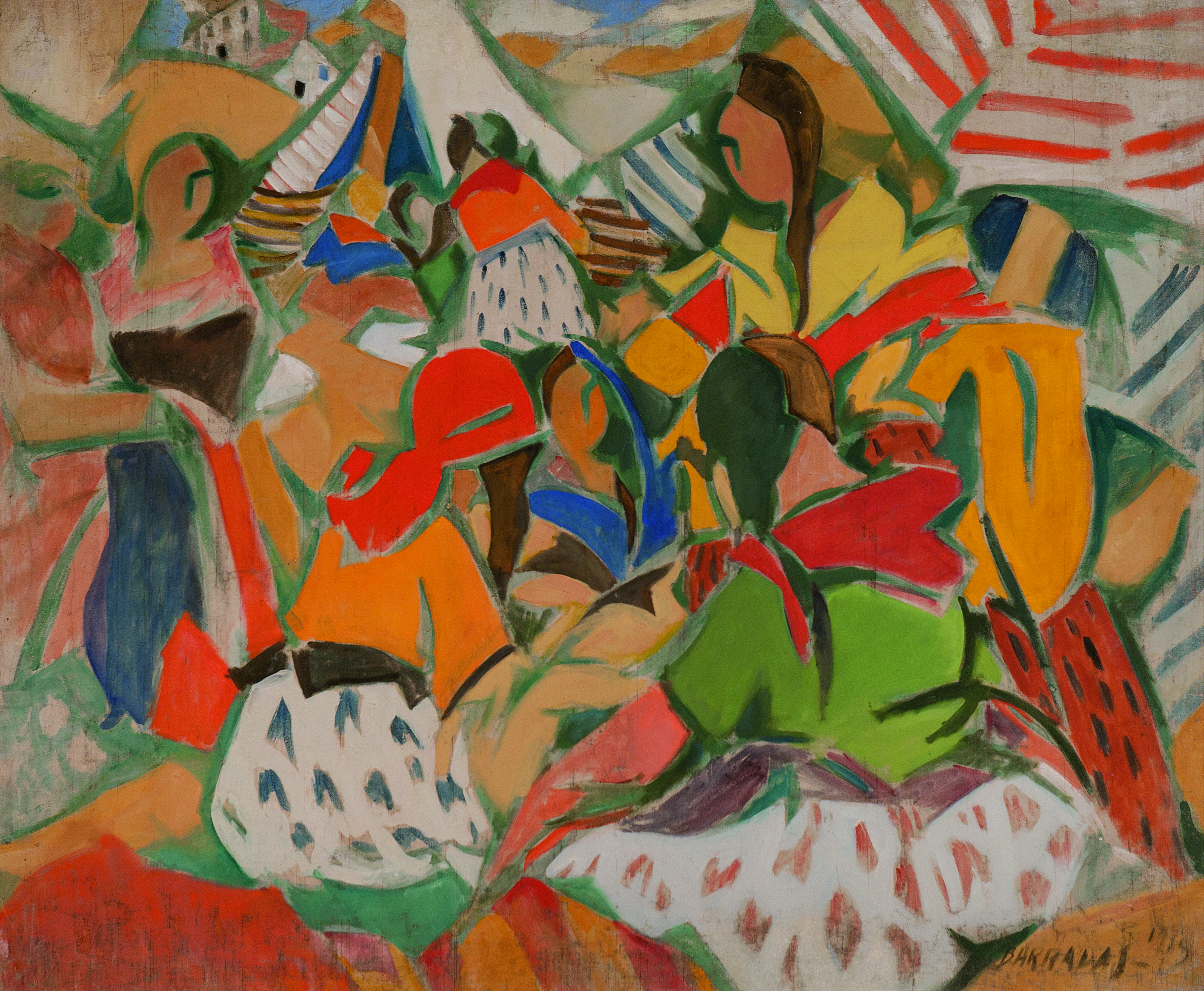
ジプシー(1919) ラファエル・バラダス
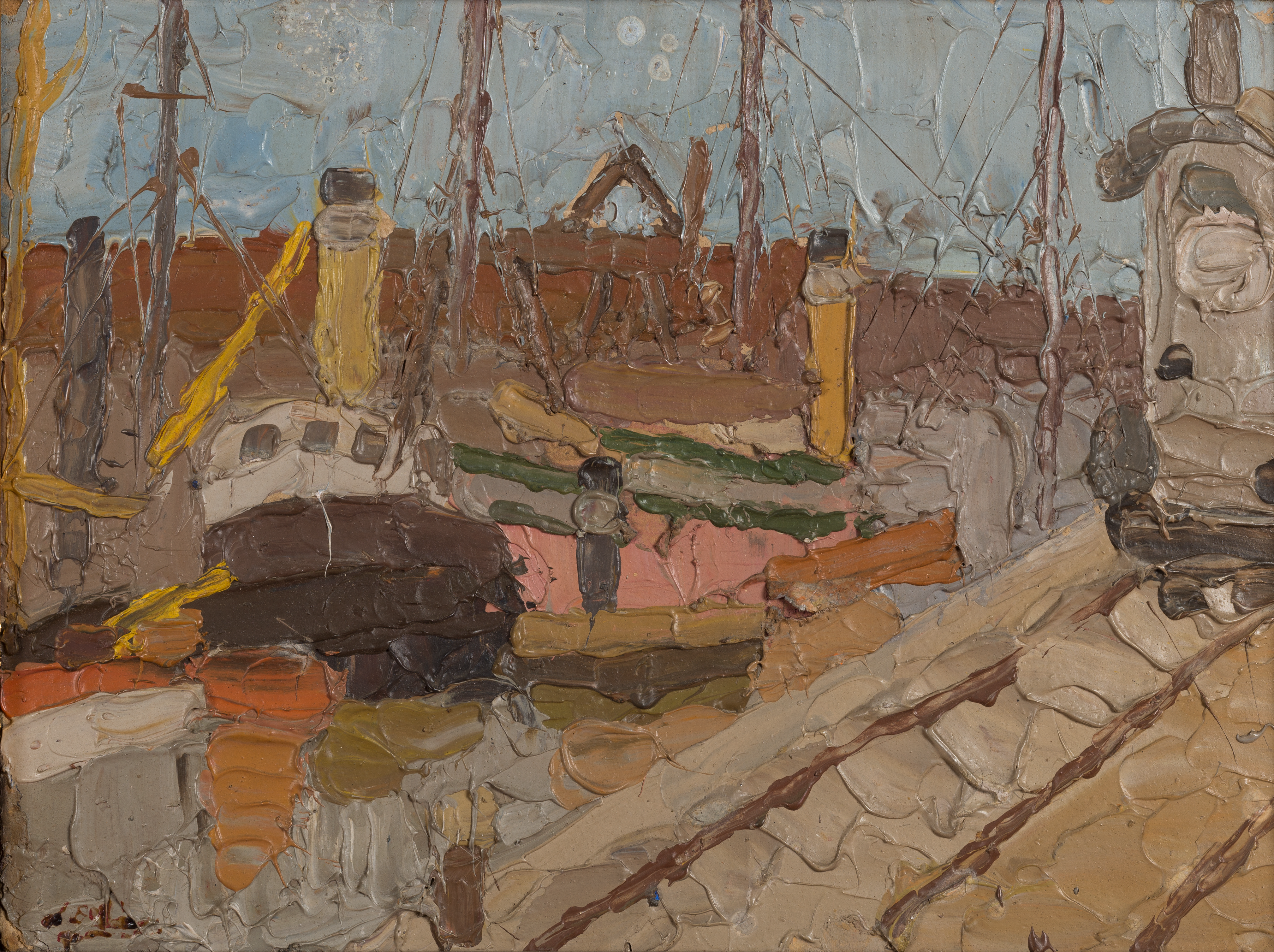
港 アルフレード・デ・シモーネ
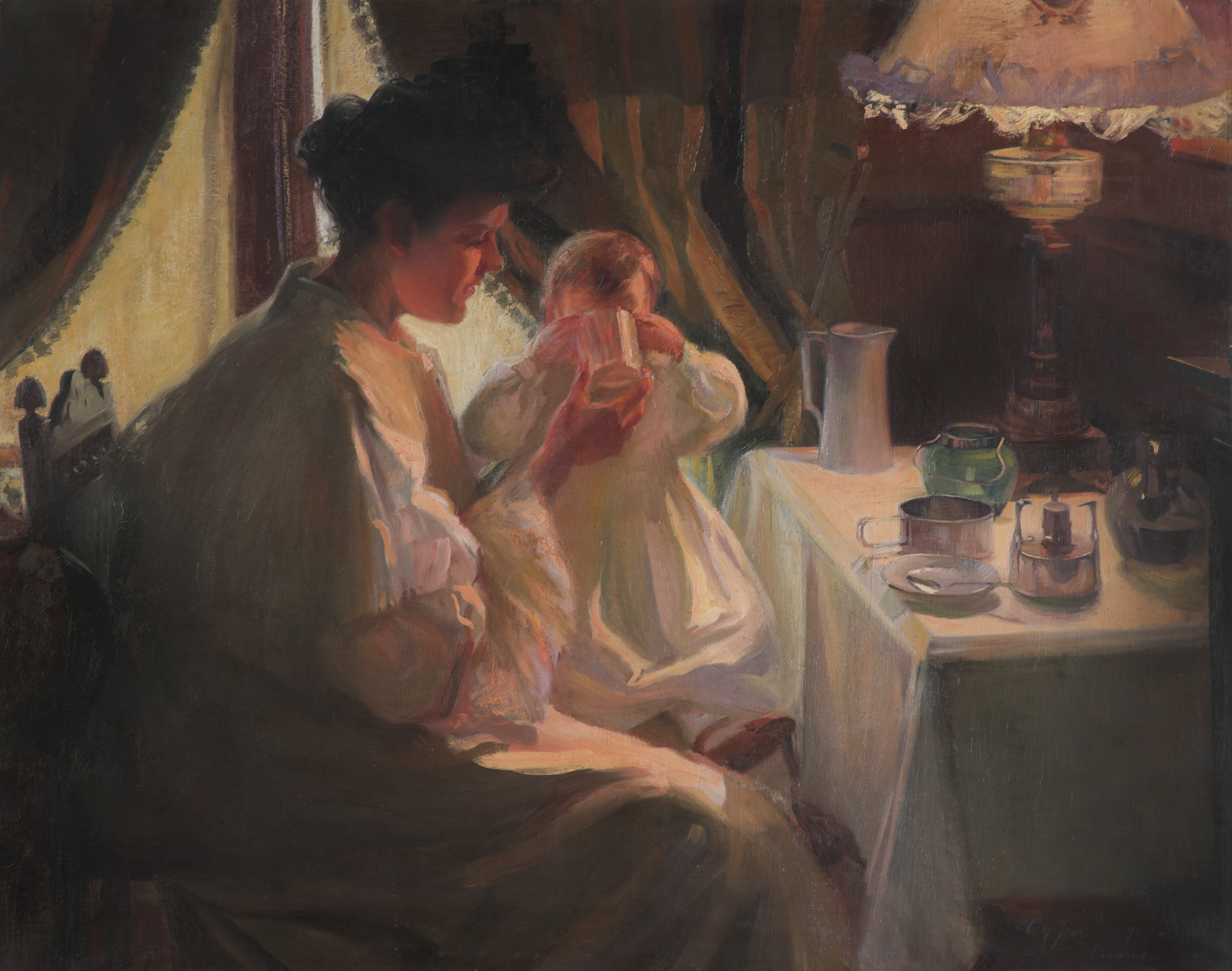
「母親(Maternidad)」(1905) カルロス・マリア・エレーラ